# Paige O'Hara
Donna Paige Helmintoller, nghệ danh là Paige O'Hara (sinh ngày 10 tháng 5 năm 1956), là một nữ diễn viên, diễn viên lồng tiếng, ca sĩ và họa sĩ người Mỹ. O'Hara khởi nghiệp diễn xuất ở rạp Broadway vào năm 1983 khi bà thủ vai Ellie May Chipley trong vở nhạc kịch Showboat. Năm 1991, bà tham gia phim điện ảnh đầu tay trong Người đẹp và quái vật của Disney; trong phim bà lồng tiếng nhân vật nữ chính là Belle. Sau khi gặt hái thành công về mặt thương mại và phê bình của Người đẹp và quái vật, O'Hara tiếp tục đảm nhận vai Belle trong hai phần tiếp nối phát hành trực tiếp trên video là Beauty and the Beast: The Enchanted Christmas và Belle's Magical World.

## Danh sách phim

### Điện ảnh
| Năm  | Tựa đề                                                      | Vai diễn    | Ghi chú        |
| ---- | ----------------------------------------------------------- | ----------- | -------------- |
| 1991 | Người đẹp và quái vật                                       | Belle       | Vai lồng tiếng |
| 1997 | Beauty and the Beast: The Enchanted Christmas               | Belle       | Vai lồng tiếng |
| 1998 | Belle's Magical World                                       | Belle       | Vai lồng tiếng |
| 1999 | Belle's Tale's of Friendship                                | Belle       | Vai lồng tiếng |
| 1999 | Chapters of Enchantment                                     | Belle       | Vai lồng tiếng |
| 1999 | Beauty & the World of Music                                 | Belle       | Vai lồng tiếng |
| 2001 | Legend of the Candy Cane                                    | Jane Aubrey | Vai lồng tiếng |
| 2001 | Mickey's Magical Christmas: Snowed in at the House of Mouse | Belle       | Vai lồng tiếng |
| 2002 | Rapsittie Street Kids: Believe in Santa                     | Nicole      | Vai lồng tiếng |
| 2004 | Sing Along Songs: Disney Princess: Once Upon a Dream        | Belle       | Vai lồng tiếng |
| 2005 | Disney Princess Party: Volume Two                           | Belle       | Vai lồng tiếng |
| 2007 | Chuyện thần tiên ở New York                                 | Angela      |                |
| 2018 | Ráp-phờ đập phá 2: Phá đảo thế giới ảo                      | Belle       | Vai lồng tiếng |